# Alexandra Kalweit
Alexandra Kalweit (* 1977 in Berlin) ist eine deutsche Schauspielerin.

## Leben
Alexandra Kalweit absolvierte nach ihrem Schulabschluss eine Gesangs- und Tanzausbildung und schloss sich der Laientheatergruppe des Berliner Clubs Gerard Phillipe an.
Als Theaterschauspielerin stand sie unter anderem in den Stücken Extremities (1998) und Glückliche Tage (2000) in Hauptrollen auf der Bühne des Raw Temple und ACUD-Theaters in Berlin.
Erste landesweite Bekanntheit erlangte sie im Jahr 2000 durch die Hauptrolle der Sophie Klee im Fernsehfilm Die Verwegene – Kämpfe um deinen Traum. Es folgten Auftritte in Fernsehserien wie Der Kriminalist (2006) und SOKO Wismar (2009). Im Jahr 2010 stand sie an der Seite von Felicitas Woll für den Film Küss Dich Reich vor der Kamera.
Für den Film My Accomplice (2014) erhielt sie auf dem 68. Edinburgher Internationalen Film Festival eine Nominierung für die Beste Darstellung in einem Britischen Film.
Kalweit lebt in Berlin. Neben ihrer Muttersprache Deutsch spricht sie auch fließend Englisch.

## Filmografie
- 2000: Die Verwegene – Kämpfe um deinen Traum
- 2001: Schluss mit lustig!
- 2003: Schlaflabor (Kurzfilm)
- 2004: Folge der Feder!
- 2005: Titus und Alfonso (Kurzfilm)
- 2006: Der Kriminalist (Fernsehserie, Folge 1x01 Am Abgrund)
- 2006: Rauskommen (Kurzfilm)
- 2007: KDD – Kriminaldauerdienst (Fernsehserie, Folge 1x05 Verwirrungen)
- 2007: Niete zieht Hauptgewinn
- 2007: Bittersüßes Nichts (Kurzfilm)
- 2008: Die Hitzewelle – Keiner kann entkommen
- 2008: Crossing Paths (Kurzfilm)
- 2008: Mia und der Millionär
- 2009: Küstenwache (Fernsehserie, Folge 12x16 Stummer Hass)
- 2009: SOKO Wismar (Fernsehserie, Folge 6x03 Er gehört mir)
- 2010: Wie alles endet (Kurzfilm)
- 2010: Ein Stadtmärchen (Kurzfilm)
- 2010: Küss Dich Reich
- 2011: Das L-Wort (Kurzfilm)
- 2011: In aller Freundschaft (Fernsehserie, Folge 14x11 Familienangelegenheiten)
- 2012: Kennen Sie Ihren Liebhaber?
- 2014: Bella Casa – Hier zieht keiner aus!
- 2014: My Accomplice
- 2022: Young Crime (Fernsehserie, 1 Folge)